# پیلار بلاسکس
پیلار بلاسْـکِـس (اسپانیایی: Pilar Velázquez‎؛ ‏ اسپانیایی: [βeˈlaθkeθ]؛ ‏ زادهٔ ۱۳ فوریهٔ ۱۹۴۶) بازیگر اهل اسپانیا است. وی فعالیت هنری خود را در سال ۱۹۶۴ با نمایش راه‌های دمشق در تئاتر اسپانیول آغاز کرد. بین سال‌های ۱۹۶۶ تا ۱۹۷۷، در حدود ۵۰ فیلم و مجموعه تلویزیونی ایفای نقش کرد؛ او در سینمای ژانری ایتالیا، به‌ویژه در فیلم‌های وسترن اسپاگتی حضور فعالی داشت. او در سال ۱۹۷۹ با خواننده و بازیگر اسپانیایی، میگل گایاردو، ازدواج کرد.
از فیلم‌های او می‌توان به پس از کلاس و مرد هوسران اشاره کرد.